# Platygaster nigrocoxatus
Platygaster nigrocoxatus är en stekelart som beskrevs av Ushakumari 2004. Platygaster nigrocoxatus ingår i släktet Platygaster och familjen gallmyggesteklar. Inga underarter finns listade i Catalogue of Life.